# Wiegemesser

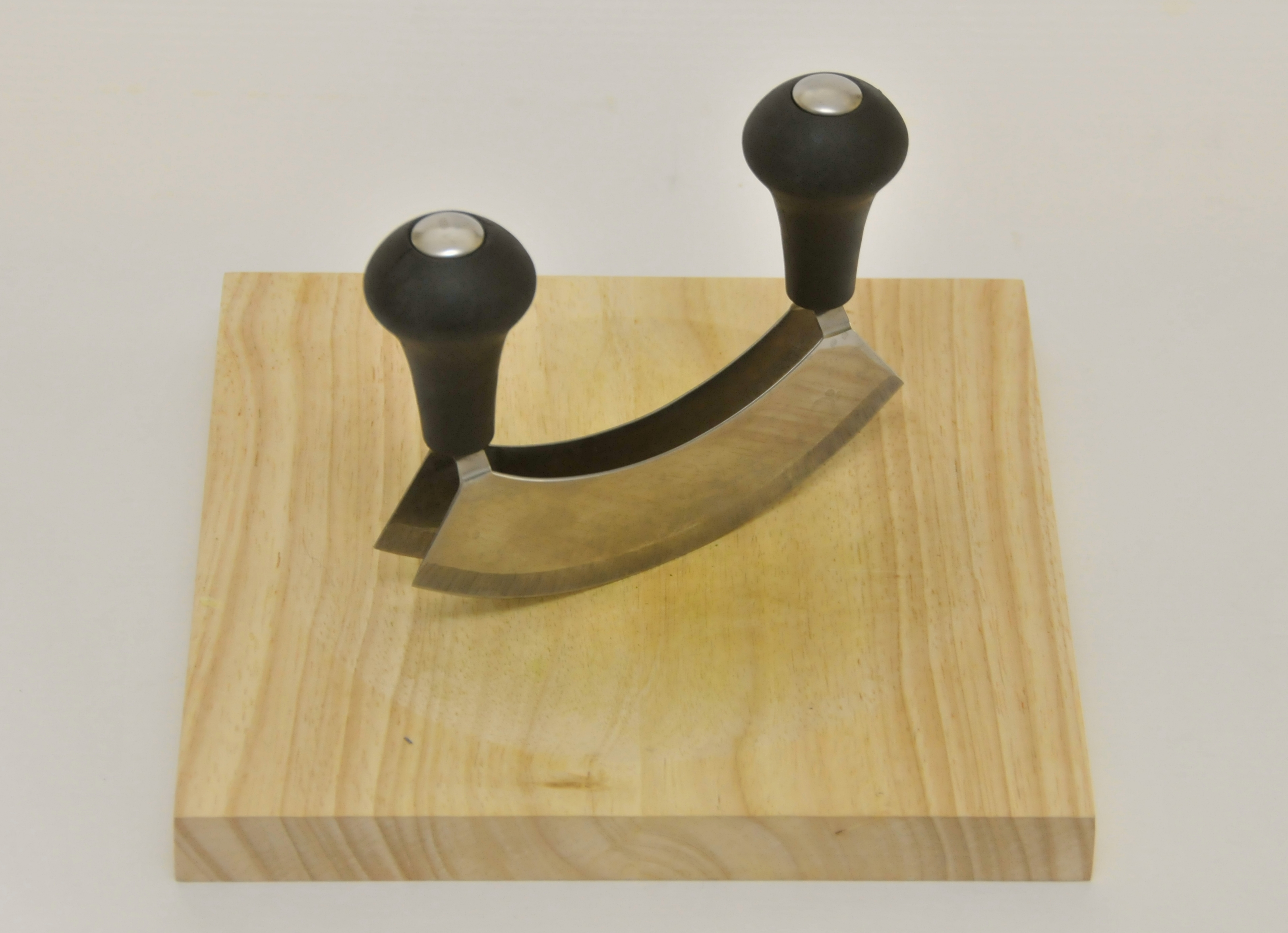
Haushaltswiegemesser

Wiegemesser sind spezielle Messer zum feinen Zerkleinern („Wiegen“) von Kochzutaten. Sie bestehen aus einer gebogenen Klinge (oder auch zwei parallel miteinander verbundenen) von etwa 15 bis 20 Zentimetern Länge mit senkrecht stehenden Griffen an beiden Enden. Ein Wiegemesser wird beidhändig gehalten, und die Zutaten werden auf einem Brett mit wiegenden Bewegungen zerkleinert.
Wiegemesser werden meist nur zum Zerkleinern von Kräutern und Ähnlichem verwendet, sonst sind sie im Haushalt weitgehend von Maschinen wie dem Fleischwolf, dem Pürierstab oder der Universalküchenmaschine verdrängt worden.
Sehr große Wiegemesser, die von zwei Personen bedient werden, heißen Wiege. An ihre Stelle ist der Kutter getreten.
In der künstlerischen Tiefdrucktechnik wird ein gezähntes Wiegemesser zum Aufrauen der Plattenoberfläche für die Herstellung einer Mezzotinto verwendet.

## Siehe auch

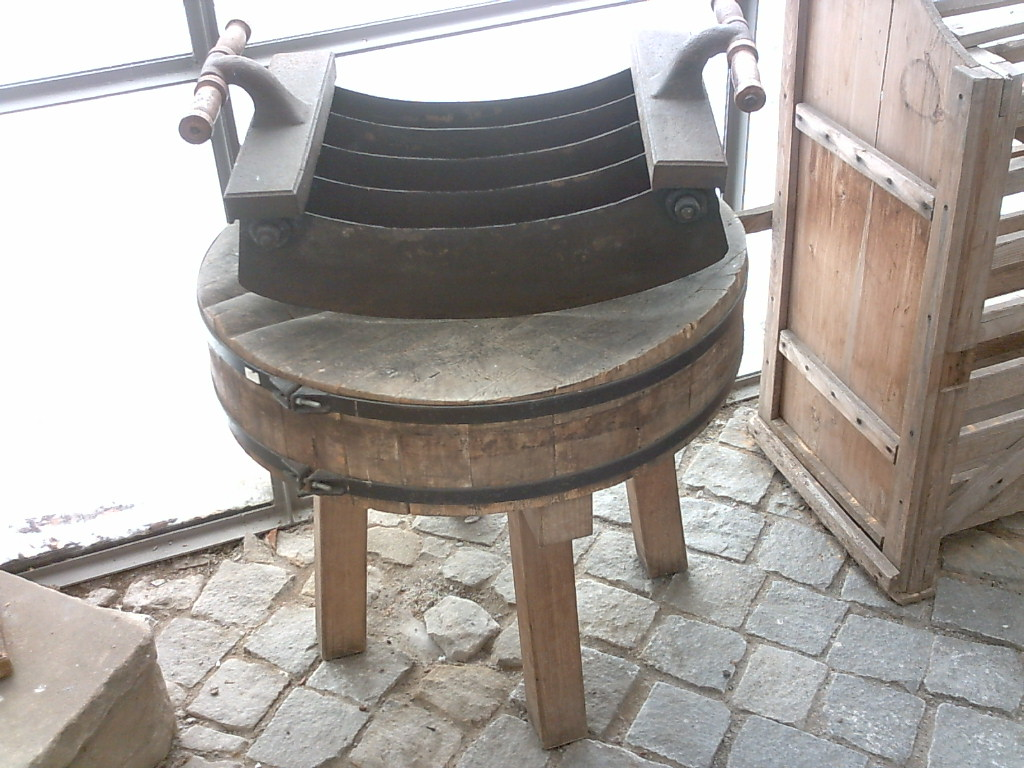
Wiege für zwei Personen
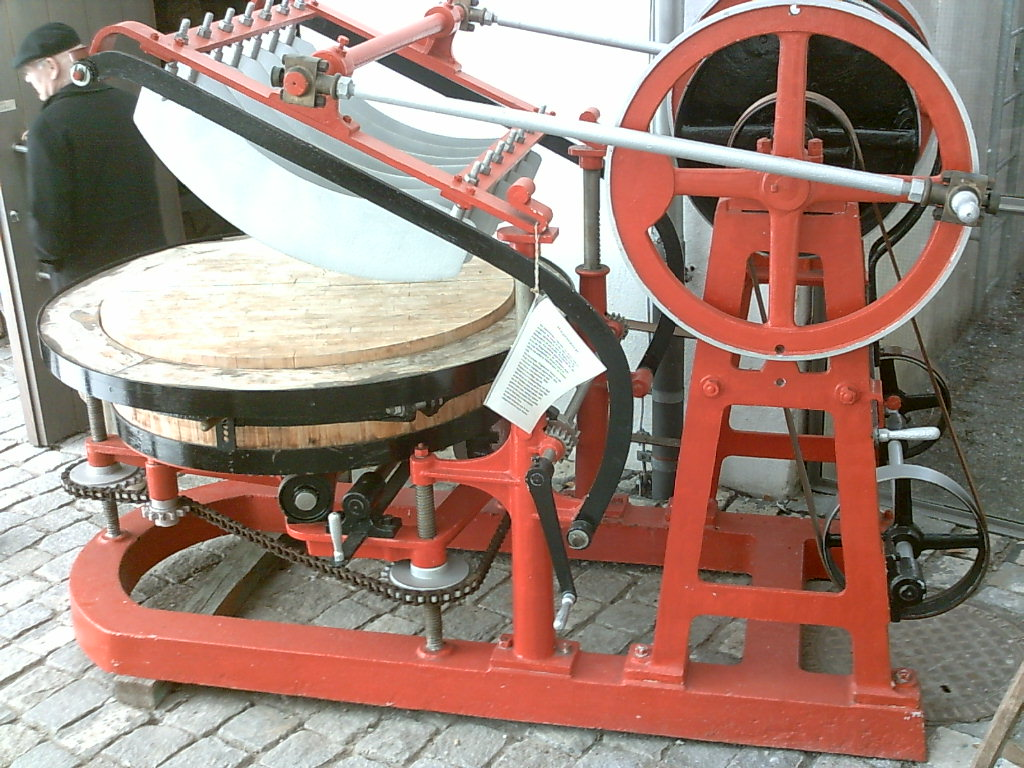
Maschinelle Wiege
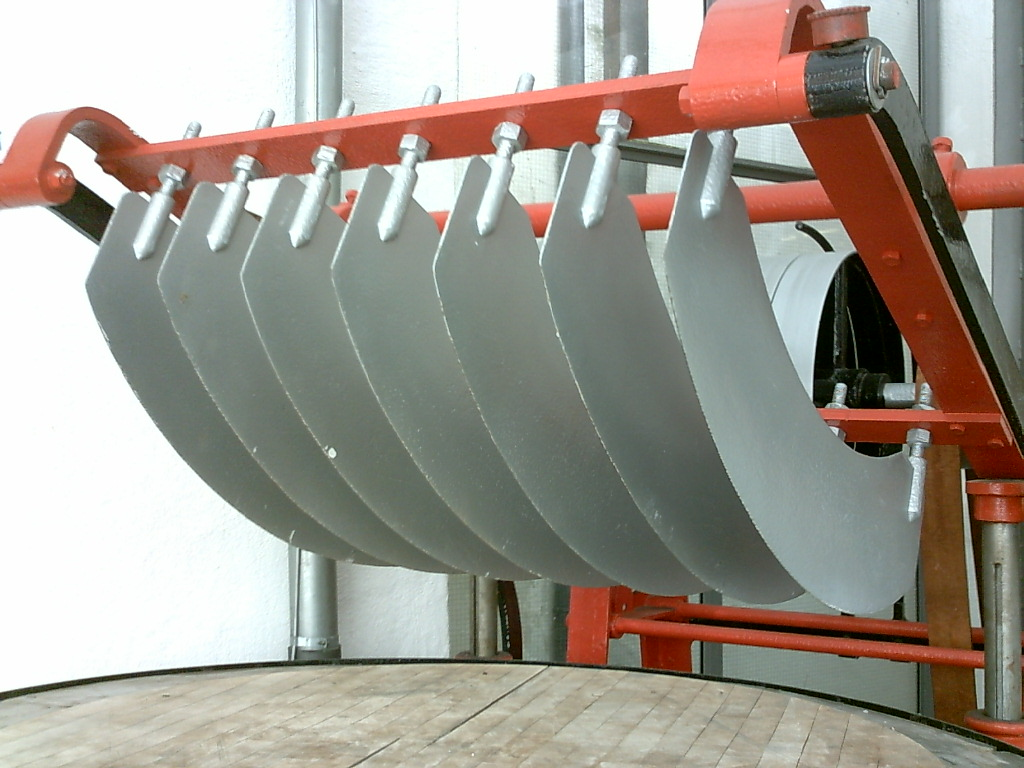
Detail
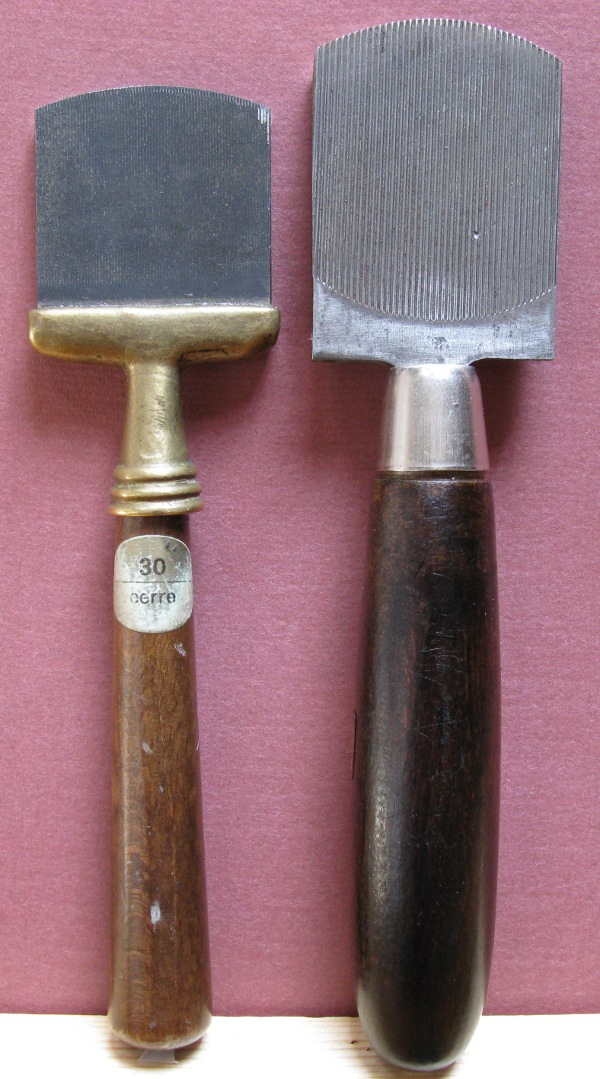
Mezzotinto-Messer für Schabkunst (Granierstahl)